# Ceratoteri
Els ceratoteris (Ceratotherium) són un gènere de mamífers perissodàctils de la família dels rinoceronts (Rhinocerotidae). El seu únic representant vivent és el rinoceront blanc (C. simum), que viu a l'Àfrica subsahariana. Així mateix, inclou diverses espècies extintes que visqueren a l'Àfrica del Nord, Anatòlia i els Balcans. La història evolutiva d'aquest gènere mostra una clara tendència d'adaptació als hàbitats oberts, com ara una major grandària i un cert grau d'hipsodòncia a les dents postcanines. El nom genèric Ceratotherium significa ‘bèstia banyuda’.